# مسلة كله شين

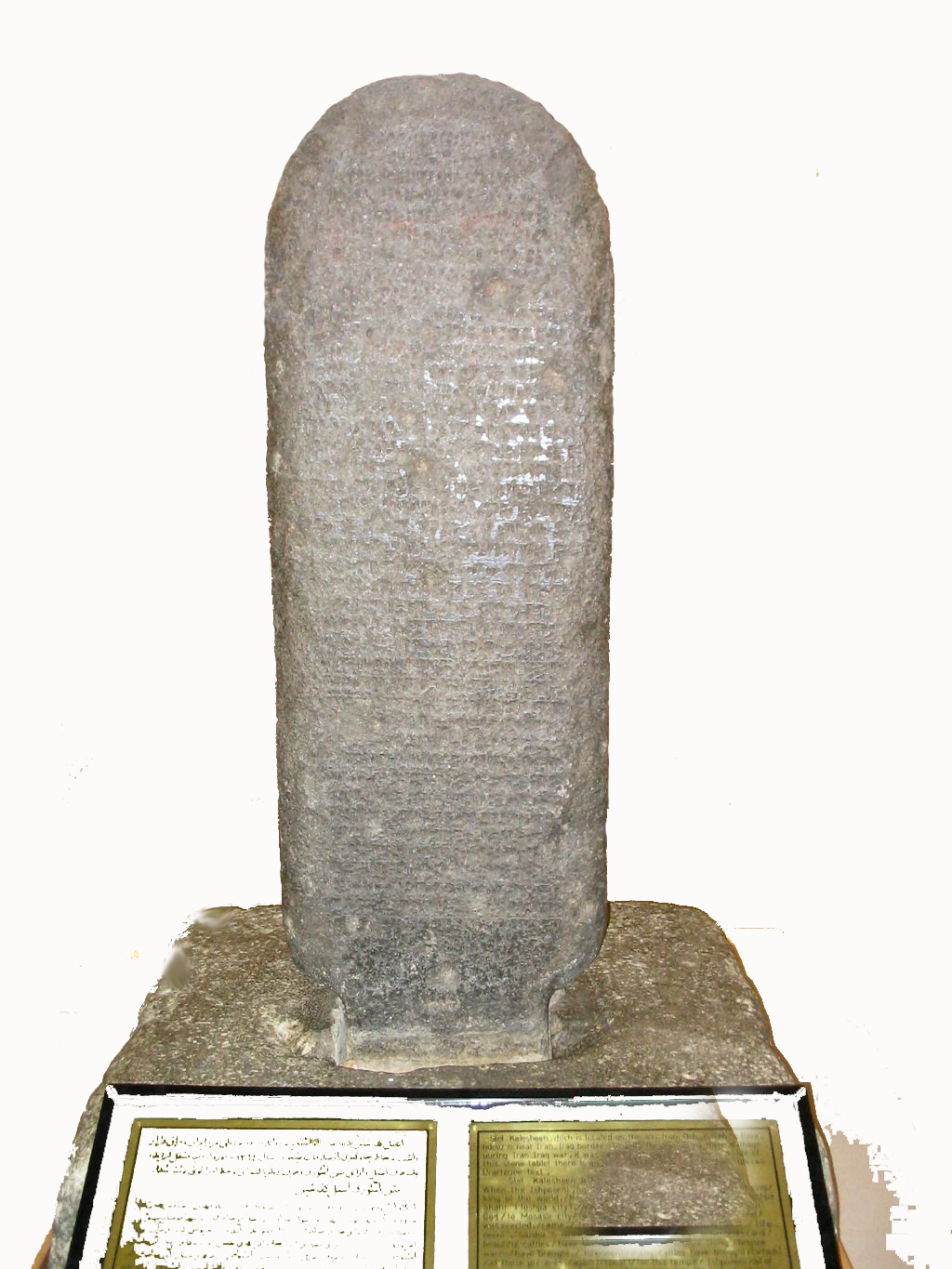
مسلة كيلة شين

مسلة كله‌ شين (بالإنجليزية: Kelashin Stele)‏ تقع في ممر ستراتيجي في منطقة برادوست بين العراق وإيران على طريق بلدة‌ أشنويه حيث كانت تنتصب التي تعود الكتابة المكتوبة عليها إلى عصر سيطرة الاورارتو ومليكهم اورزانا في بلد مصاصر (مجيسر الحالية) الواقعة بالقرب منها.

## عن المسلة
مسلّة " كله‌ شين" مسلة حجرية تأريخية تعود إلى القرن الثامن قبل الميلاد، مكتوبة بالحروف المسمارية وباللغتين الخالدية (لغة بلاد اورارتو) واللغة الآشورية أيام الملك اورزانا حيث كان المكان وما يزال ممرا هاما بين ميسوبوتاميا وأذربيجان وإيران من جهة الشمال. بقيت المسلة في مكانها إلى عام 1984 حيث تم نقلها إلى متحف ارومية في إيران بعد الهجوم الإيراني على منطقة سيدكان إبان الحرب العراقية الإيرانية. يذكر القلقشندي أن جبل جنجرين هو قرب أشنه بأعلاه ثلاثة أحجار، طول كل حجر منها عشرة أشبار في عرض دون الثلاثة، متخذة من الحجر الأخضر الماتع، وعلى منها كتابة قد اضمحلت لطول السنين، يقال إنها نُصِبت لمعنى الإنذار والإخبار عمَّن أهلكه الثلج والبرد هناك في الصيف وهم يأخذون الخفارة تحته.".

## المرجع
1. ↑  ويكي بيديا "نسخة مؤرشفة". مؤرشف من الأصل في 2019-03-30. اطلع عليه بتاريخ 2020-11-07.{{استشهاد ويب}}:  صيانة الاستشهاد: BOT: original URL status unknown (link)
2. ↑  صبح الأعشى/الجزء الأول